# Eubranchidae
Famille
Les Eubranchidae forment une famille de mollusques de l'ordre des nudibranches.

## Liste des genres
Selon World Register of Marine Species, prenant pour base la taxinomie de Bouchet & Rocroi (2005), on compte neuf genres :
- Aenigmastyletus Martynov, 1998
- Amphorina Quatrefages, 1844
- Dunga Eliot, 1902
- Eubranchopsis Baba, 1949
- Eubranchus Forbes, 1838
- Galvina Alder & Hancock, 1855
- Galvinella Eliot, 1907
- Leostyletus Martynov, 1998
- Nudibranchus Martynov, 1998